# Liste der Kulturdenkmäler in Altenbamberg
In der Liste der Kulturdenkmäler in Altenbamberg sind alle Kulturdenkmäler der rheinland-pfälzischen Ortsgemeinde Altenbamberg aufgeführt. Grundlage ist die Denkmalliste des Landes Rheinland-Pfalz (Stand: 2. August 2023).

## Denkmalzonen
| Bezeichnung                          | Lage                                              | Baujahr  | Beschreibung | Bild                           |
| ------------------------------------ | ------------------------------------------------- | -------- | --- | ------------------------------ |
| Denkmalzone Neuer jüdischer Friedhof | Am Rödelstein, auf dem christlichen Friedhof Lage | 1884     | ummauertes Areal mit 23 Grabsteinen, 1884 bis 1937 | BW                             |
| Denkmalzone Alter jüdischer Friedhof | östlich des Ortes; Distrikt Am Judengraben Lage   | 1750     | 1750 angelegtes Areal mit 10 Grabsteinen | weitere Bilder Fotos hochladen |
| Denkmalzone Am Bernhardsschlößchen   | südöstlich des Ortes Lage                         | 1253     | Burgruine Treuenfels, sogenanntes Bernhardschlößchen; Bruchstein-Mauerzüge der Burgruine, 1253 errichtet als selbständiges Vorwerk der Altenbaumburg                                                                                        | weitere Bilder Fotos hochladen |
| Denkmalzone Altenbaumburg            | östlich des Ortes auf dem Schloßberg Lage         | vor 1253 | Halsgraben und Schildmauer, Rechteckturm, Mauerreste aus dem 13. Jahrhundert, Reste gotischer Wohnbauten und der gotischen Kapelle der 1129 erwähnten, 1482 verfallenen Stammburg der Raugrafen; der gotische Palas 1981–83 wiederaufgebaut | weitere Bilder Fotos hochladen |

## Einzeldenkmäler
| Bezeichnung                                       | Lage                                              | Baujahr                                   | Beschreibung | Bild                           |
| ------------------------------------------------- | ------------------------------------------------- | ----------------------------------------- | --- | ------------------------------ |
| Grabmal                                           | Am Rödelstein, auf dem christlichen Friedhof Lage | um 1900                                   | Grabstein Kastl-Voelker, Schauwand, Relief einer Trauernden, um 1900                                                                            | BW                             |
| Villa                                             | Am Rödelstein 2 Lage                              | um 1860                                   | Villa, um 1860, eingeschossiger Anbau | BW                             |
| Haustür                                           | Burgstraße, an Nr. 4 Lage                         | 1809                                      | Haustür mit Oberlicht, bezeichnet 1809 | BW                             |
| Wohnhaus                                          | Burgstraße 13 Lage                                | 1770                                      | barockes Fachwerkhaus, bezeichnet 1770 | BW                             |
| Wohnhaus                                          | Burgstraße 20 Lage                                | 16. Jahrhundert                           | Fachwerkhaus, Renaissanceportal, 16. Jahrhundert, Erdgeschoss im 19. Jahrhundert verändert                                                      | Fotos hochladen                |
| Wohnhaus                                          | Burgstraße 22 Lage                                | 18. Jahrhundert                           | barockes Fachwerkhaus, 18. Jahrhundert, mit älteren Teilen                                                                                      | BW                             |
| Wohnhaus                                          | Burgstraße 26 Lage                                | 18. oder Anfang des 19. Jahrhunderts      | Fachwerkhaus, 18. oder Anfang des 19. Jahrhunderts                                                                                              | BW                             |
| Spolie                                            | Burgstraße, an Nr. 27 Lage                        | 1580                                      | Spolie, bezeichnet 1580 | BW                             |
| Protestantische Kirche                            | Hauptstraße, Ecke Am Rödelstein Lage              | 1821–23                                   | klassizistischer Saalbau, 1821–23 | weitere Bilder Fotos hochladen |
| Katholische Kirche Maria Geburt und St. Mauritius | Hauptstraße 39 Lage                               | 1783                                      | spätbarocker Saalbau, 1783 | weitere Bilder Fotos hochladen |
| Bahnhof                                           | Hauptstraße 43 Lage                               | Ende des 19. Jahrhunderts                 | Bahnhof der Alsenztalbahn Hochspeyer–Bad Münster am Stein; Gründerzeitbau, teilweise Fachwerk, Fachwerkgüterschuppen, Ende des 19. Jahrhunderts | Fotos hochladen                |
| Brücklocherhof                                    | östlich des Ortes an der K 85 Lage                | 18. und erste Hälfte des 19. Jahrhunderts | Brücklocherhof, 18. und erste Hälfte des 19. Jahrhunderts; Wirtschaftsgebäude teilweise Fachwerk; bauliche Gesamtanlage                         | BW                             |
| Weinbergshaus                                     | südöstlich des Ortes; Flur Eilbacher Hang Lage    | um 1890                                   | gründerzeitlicher Klinkerbau, um 1890 | weitere Bilder Fotos hochladen |